# バリアント・ブラザーズ
ザ・バリアント・ブラザーズ（The Valiant Brothers）は、1970年代に活動したプロレスのタッグチームである。実際には血縁関係はないが、「兄弟」であることをギミックに、金髪のショーマン派ヒールのユニットとしてWWWF（現：WWE）などで活躍した。

## メンバー
- "ハンサム" ジミー・バリアント（"Handsome" Jimmy Valiant）
  - チームの長兄格。解散後はベビーフェイスに転向して、南部地区で人気を博した。
- "ラシャス" ジョニー・バリアント（"Luscious" Johnny Valiant）
  - 後にWWFでマネージャーに転身して、グレッグ・バレンタインやブルータス・ビーフケーキを担当した。
- "ジェントルマン" ジェリー・バリアント（"Gentleman" Jerry Valiant）
  - カナダ出身のガイ・ミッチェルの変名。欠場中のジミーの代打として1978年末より加入した。

※3者とも190cm・120kg級の大型ラフファイターであり、シングルプレイヤーとしても実績を残している。

## 来歴
1973年11月、ジミー・バリアント（前名ビッグ・ジム・ベイレン）とジョニー・バリアント（前名ジョン・L・サリバン）によって結成される。ボビー・ヒーナンをマネージャーにインディアナポリスのWWAに登場し、1974年1月5日にブルーノ・サンマルチノ&ディック・ザ・ブルーザーからWWA世界タッグ王座を奪取。同月25日のリターンマッチで一時タイトルは空位となるが、2月7日にも再びサンマルチノ&ブルーザーを破り王座に返り咲いた。
WWWFではキャプテン・ルー・アルバーノがマネージャーを務め、1974年5月8日、ペンシルベニア州ハンブルクにてディーン・ホー&トニー・ガレアを破りWWWF世界タッグ王座を獲得。翌1975年5月13日、アレンタウンでドミニク・デヌーチ&ビクター・リベラに敗れるまで、ペドロ・モラレス、チーフ・ジェイ・ストロンボー、ゴリラ・モンスーン、ヘイスタック・カルホーンらによるチームを相手に、1年間に渡って王座を保持した。
1976年には全日本プロレスに来日して、6月2日に久留米にてジャイアント馬場&ジャンボ鶴田のインターナショナル・タッグ王座に挑戦。6月17日には草加にてグレート小鹿&大熊元司のアジア・タッグ王座にも挑戦している。その後はNWAの各テリトリーを転戦、1976年8月6日にはジョージア（ジム・バーネット主宰のGCW）でホー&ケン・マンテルからNWAジョージア・タッグ王座を、同年12月4日にはサンフランシスコにてロイヤル・カンガルーズからNWA世界タッグ王座をそれぞれ奪取。1978年1月にはエディ・グラハム主宰のCWFにて、フロリダ地区のUSタッグ王者チームに認定された。
この間、1975年から1977年にかけてはAWAのテリトリーにも参戦しており、ブルーザー&クラッシャー・リソワスキーやグレッグ・ガニア&ジム・ブランゼルが保持していたAWA世界タッグ王座に再三挑戦。AWAの提携団体だった古巣のWWAでは1977年2月12日にムース・ショーラック&ポール・クリスティ、1978年7月22日にウイルバー・スナイダー&デヌーチを下してWWA世界タッグ王座に返り咲いた。
1978年末、肝炎を患ったジミーの代打として、WWAでの盟友ガイ・ミッチェルがジェリー・バリアントを名乗ってジョニーと新チームを結成。新生バリアント・ブラザーズとして再びWWFに参戦、1979年3月6日、ペンシルベニア州アレンタウンにてトニー・ガレア&ラリー・ズビスコからWWFタッグ王座を奪取する。後にジミーも復帰して、トリオのヒール・ユニットとしてボブ・バックランドやアンドレ・ザ・ジャイアントとの抗争アングルも組まれた。
同年10月22日、ニューヨークのマディソン・スクエア・ガーデンにてイワン・プトスキー&ティト・サンタナに敗れて王座から転落したのを機に、WWFを離れユニットを解散。1980年2月にジョニーとジェリー（名義はラリー・バリアント）のコンビで全日本プロレスに来日、2月26日に人吉にて極道コンビのアジア・タッグ王座に再挑戦した。その後は1982年下期にノースイースト地区のインディー団体IWFにおいて、ジョニーとジェリーのコンビで一時的に再結成している。
1996年11月16日、オリジナル・メンバーであるジミーとジョニーのコンビでWWF殿堂に迎えられた（インダクターは当時のWWF世界タッグ王者チームだったブリティッシュ・ブルドッグとオーエン・ハート）。

## 獲得タイトル
ジミー&ジョニー
- ワールド・レスリング・アソシエーション
  - WWA世界タッグ王座（インディアナポリス版）：4回 [3]
- NWAサンフランシスコ
  - NWA世界タッグ王座（サンフランシスコ版）：1回  [8]
- チャンピオンシップ・レスリング・フロム・フロリダ
  - NWA USタッグ王座（フロリダ版）：1回 [9]
- ジョージア・チャンピオンシップ・レスリング
  - NWAジョージア・タッグ王座：1回  [7]
- ワールド・レスリング・フェデレーション
  - WWWF世界タッグ王座：1回  [4]
  - WWF殿堂：1996年度[1]

ジョニー&ジェリー
- ワールド・レスリング・フェデレーション
  - WWFタッグ王座：1回  [4]